# Fernando Chacón
Fernando Chacón fue un soldado español que sirvió como gobernador de lo que ahora es Nuevo México, entre 1794 y 1804. Fue un Caballero de la Orden de Santiago.

## Biografía
De joven, Chacón se incorporó al Ejército español. Finalmente, se convirtió en teniente coronel. El 16 de agosto de 1793 fue nombrado gobernador de Santa Fe de Nuevo México, va asumiendo el cargo en 1794.
Al principio de su administración, firmó la subvención de tierras de San Miguel del Vado | Subvención de San Miguel del Vado] después de que un nuevo mexicano, Lorenzo Márquez, presentara una petición a Chacón pidiendo una concesión de tierras. Marquez firmó la petición y una cincuentena más. Los firmantes ya tenían una parcela en Santa Fe, pero era demasiado pequeña para las necesidades de sus comunidades. En la petición, buscaron tierras a ambos lados del río Pecos en el barco "El Vado". Habían aceptado establecerse en la frontera oriental de Nuevo México, donde había suficiente agua y tierras fértiles para vivir bien. Como se trataba de tierra de los Apaches, los peticionarios acordaron proporcionar sus propias armas de fuego, así como su propia munición y establecer baluartes y torres. Chacón aceptó la solicitud y, el 25 de noviembre de 1794, concedió tierras a los peticionarios. También ordenó al alcalde de Santa Fe, Antonio Jose Ortiz, que entregara la posesión legal de los terrenos a las personas que quisieran tenerlas, en función de las condiciones y los requisitos necesarios en estos casos. En 1796, con el permiso de Chacón, tres familias fundaron  Llano San Juan en  San Juan Nepomuceno, queriendo construir varias poblaciones en el lugar.
Por otra parte, después de 1796, Chacón otorgó porciones de tierra a 63 familias en Taos, Nuevo México, en el pueblo de la etnia Pueblo, una etnia aliada a los españoles, aunque se podría haber hecho. sin el consentimiento de los nativos americanos (al menos no hay pruebas que indiquen lo contrario). También el 23 de enero de 1800, Chacón solicitó una treintena de personas de Albuquerque para establecerse en  Cebolleta y fundó una ciudad en este lugar.
Por decreto de Nemesio Salcedo, el 3 de mayo de 1804, Chacón envió una expedición al norte del Nuevo México para encontrar Lewis y Clark, que habían iniciado su viaje explorador cuatro meses antes. La expedición, formada por 52 soldados, colonos españoles y nativos americanos, estaba dirigida por Pedro Vial y José Jarvet y fue nombrada "expedición del capitán Merri". La expedición salió de Santa Fe, Nuevo México, el 1 de agosto.
Más tarde en 1804, Chacón fue sustituido por Joaquín del Real Alencaster.